# Kader Bidimbou
Kader Bidimbou est un footballeur congolais (RC) né le 20 février 1996 au Congo. Il évolue au poste d'attaquant aux Diables noirs de Brazzaville.

## Biographie

### En club
Avec le club de l'AC Léopards, il dispute la Ligue des champions de la CAF et la Coupe de la confédération.

### En équipe nationale
Il participe au championnat d'Afrique des nations 2014 puis à la Coupe d'Afrique des nations junior 2015 avec la sélection congolaise.
Il joue également la Coupe du monde des moins de 17 ans 2011 organisée au Mexique.
Le 8 septembre 2013, il dispute un match amical face à l'équipe de France des moins de 20 ans.

## Carrière
- 2014-2016. : AC Léopard ( République du Congo)[4]
- 2016- : Olympique de khouribga ( Maroc )

## Palmarès
- Champion du Congo en 2014 avec l'AC Léopards
- meilleur buteur de la Coupe de la Confédération en 2014
- Prix DRCPF du meilleur joueur local  (Congo Awards Foot) 2014
- Prix DRCPF du meilleur attaquant local (Congo Awards Foot) 2015
- Meilleur buteur du Championnat du Congo 2017-2018